# 大阪府立東淀川高等職業技術専門校
大阪府立東淀川高等職業技術専門校（おおさかふりつひがしよどがわこうとうしょくぎょうぎじゅつせんもんこう）は、大阪市東淀川区井高野にあった職業能力開発促進法に基づく職業能力開発校である。2009年（平成21年）3月31日に閉校となった。

## 概要
東淀川高等職業技術専門校は、1964年（昭和39年）、「北大阪職業訓練所」として設立された。設立以降、離転職者、新規中卒者、新規高卒者及び在職者に対して、基礎的分野から先端分野まで幅広く、常に時代のニーズに応じた職業能力開発を行っており、多くの人材を社会に送り出している。
また、発展途上国を中心とした海外の技術研修生の受け入れを1967年（昭和42年）から開始するなど「人づくり」と「技術移転」を通じた国際協力をいち早く行っていた。
閉校後、後進として大阪府立北大阪高等職業技術専門校が、枚方市に開校した。

## 訓練科
閉校直前には以下の科があった
- 15歳以上対象（中学校卒業レベル）
  - 溶接 ・造形技術科（訓練期間 1年）
  - 設備 ・機械技術科（訓練期間 1年）
  - ネットワーク構築科（訓練期間 6ヶ月）
  - 自動車整備科（2級）（訓練期間 2年）
  - 塗装科（訓練期間 1年）
  - 建築CAD製図科（訓練期間 2年）

以上の科の他に、以下の科があった時期がある（対象年齢・訓練期間等は不詳）。
- 情報通信科
- 溶接科
- ITエレクトロニクス（平成13年度より）
- 機械メンテナンス（平成12年度より）
- 設備・機械技術科
- 溶接・造形技術科
- 生産自動化技術科

## 所在地
- 〒533-0001 大阪市東淀川区井高野3-2-30
最寄り駅は、Osaka Metro今里筋線 井高野駅